# Tschurtschchela

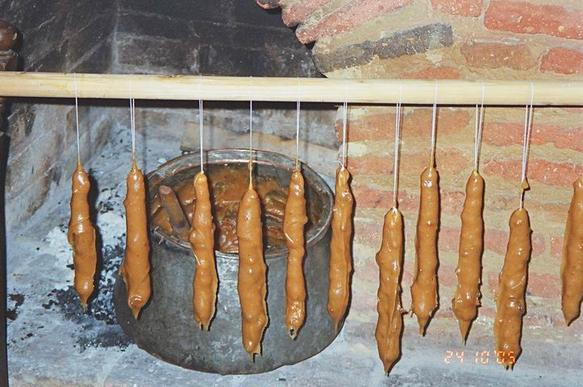
Herstellung von Tschurtschchela, Walnüsse mit Traubensaft-Kuvertüre

Tschurtschchela (georgisch ჩურჩხელა) ist ein georgisches Konfekt, das als Dessert gegessen wird. Es handelt sich um Walnüsse oder Haselnüsse, die in der klassischen Form mit einer Traubensaft-Kuvertüre überzogen sind. Varianten davon werden auch aus anderen Fruchtsäften hergestellt.
Die englische Schreibweise Churchkhela ist heute auch in den deutschsprachigen Ländern gebräuchlich.

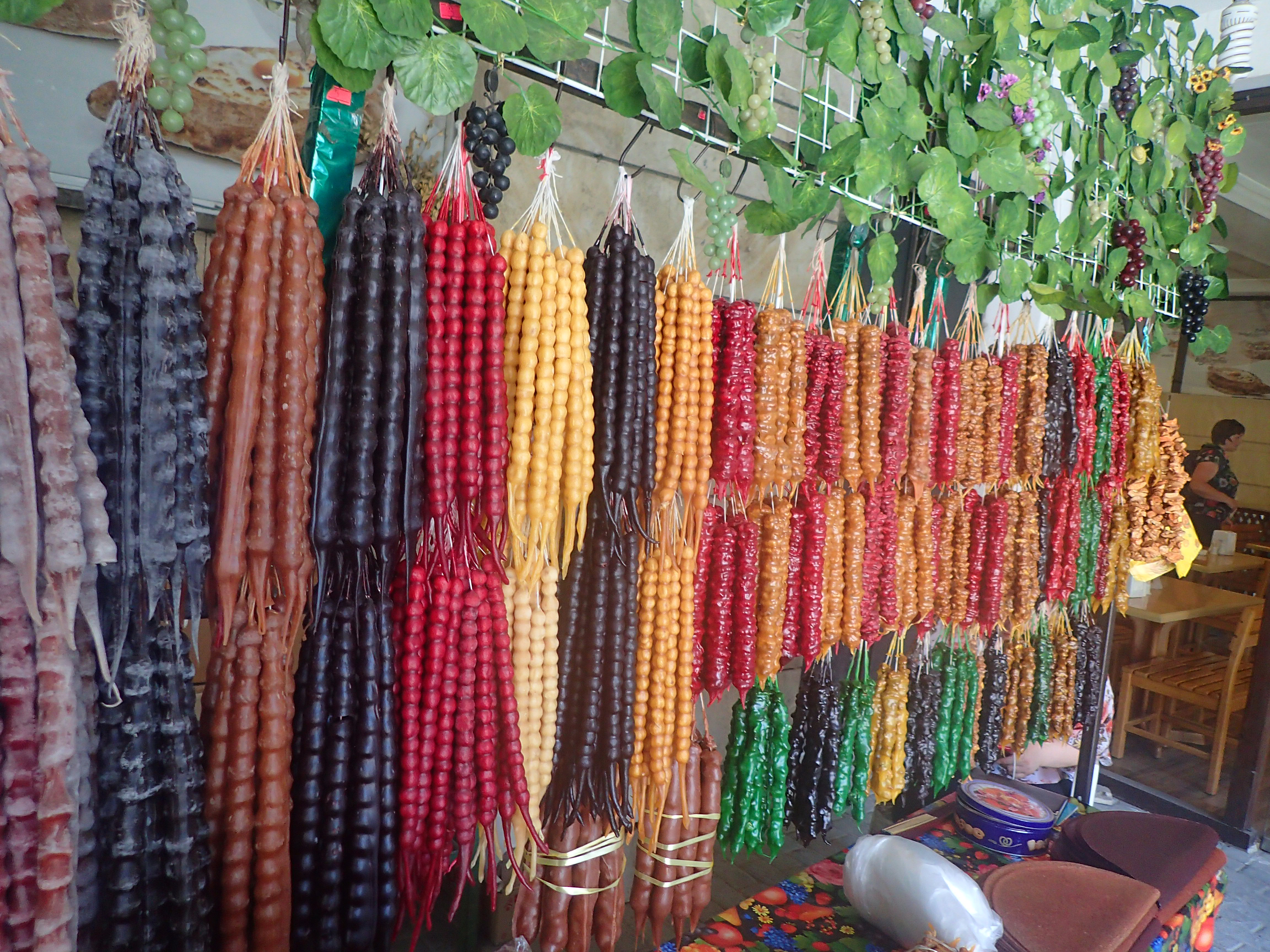
Tschurtschchela ist ein typisch georgisches Produkt, das überall auf Märkten, von fliegenden Händlern oder von Bauern am Straßenrand angeboten wird.

Die Nüsse werden zunächst an einem Faden aufgezogen, verknotet und mehrmals (acht- bis zehnmal) in eine süßsaure Kuvertüre aus Pelamuschi, eingekochtem Traubensaft mit Stärkemehl ohne Zucker, getaucht. Danach werden sie zum Trocknen an die Sonne gehängt. Anschließend müssen sie zwei bis drei Monate reifen. Nach der Reifung ist das Konfekt weich und mit einem feinen Zuckerstaub bedeckt, der aus der Kuvertüre nach außen getreten ist.
Das Konfekt ist – teils unter anderen Namen – auch in Armenien, Aserbaidschan (Qozlu sucuq), der Türkei (Cevizli Sucuk) und Zypern (Soutzoukos) beliebt.